# Nó corrente paulista

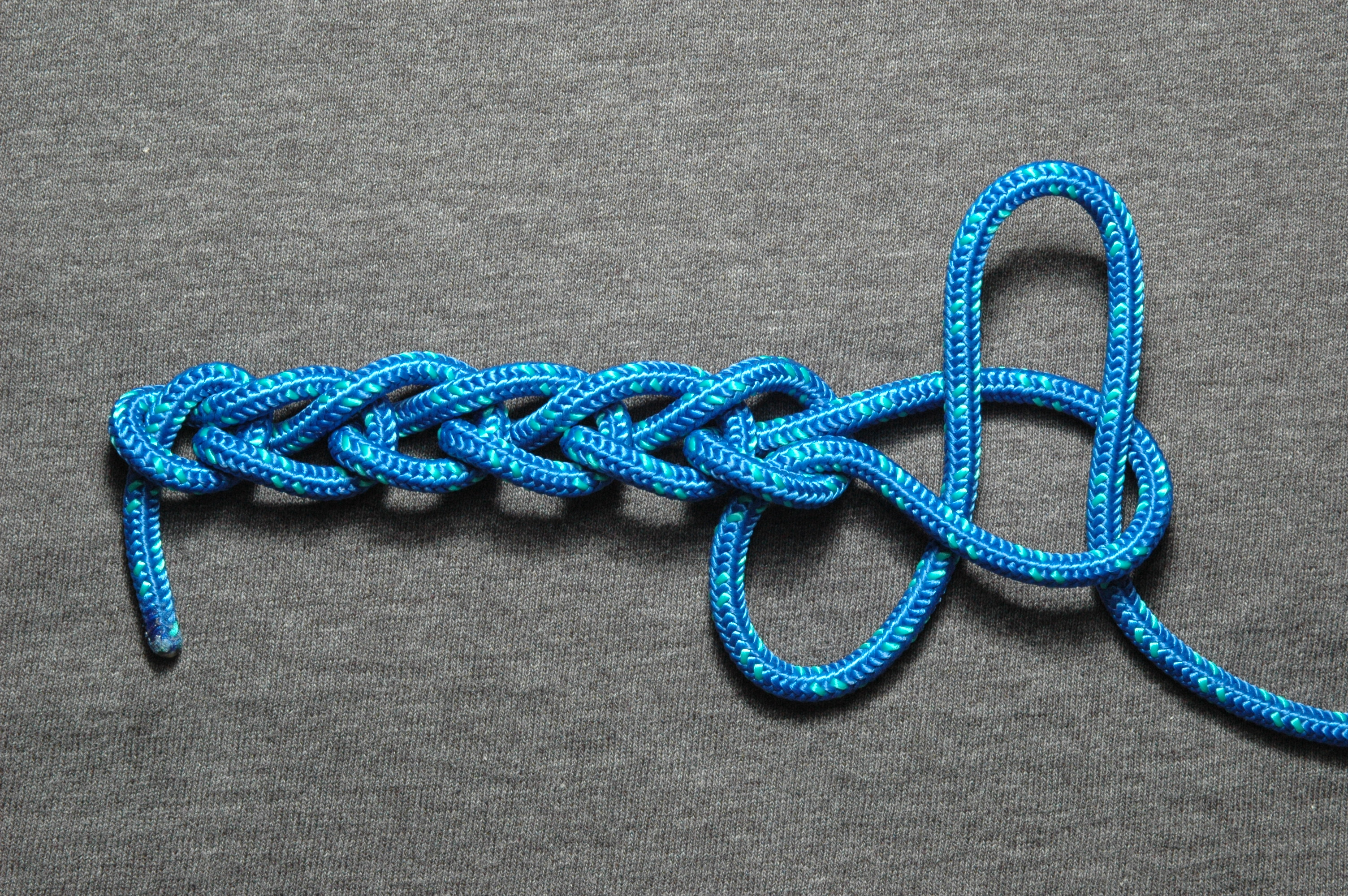
Nó de correr

Utilizado para encurtar um cabo para sua guarda. Feito a partir de um Nó de correr em que se vão aplicando sucessivas alças até o arremate final. Tem uso ornamental.

## Outras ligações
- Marinharia
- Náutica